# Eyvind del Este
Eyvind Bjarnasson (apodado Eyvind del Este o Eyvind el Oriental, nórdico antiguo: Eyvindr austmaður) (820 - 900) fue un vikingo originario de Amle, reino de Sogn, Noruega. Hijo de Bjarni el Gauta y de Hlif Hrolfsdatter (n. 798). Eyvind fue caudillo en las Hébridas que según algunas sagas nórdicas gobernó algunos enclaves hiberno-nórdicos de Irlanda en el siglo IX. Su figura histórica aparece en Heimskringla de Snorri Sturluson y la anónima saga de Grettir donde se cita que su estirpe procedía de reyes. Su medio hermano Thrand Bjarnasson pertenecía a un grupo de vikingos que devastaban las costas de Irlanda, Hébridas y Escocia.
Eyvind también aparece mencionado en la saga de Njal, y la saga de Laxdœla.

## Genealogía
- Harald Hilditonn (n. 655)
- Solgi Haraldsson (n. 690), bisabuelo
- Hrolfur Solgasson (Rolv fra Åene, n. 735), abuelo
- Bjarni gautski Hrolfsson (apodado el gauta, n. 770), padre de Eyvind.

La saga de Grettir menciona el matrimonio de Eyvind con Rafarta, hija del rey de Osraige, Kjarvalr Írakonungr. Tuvieron varios hijos:
- Helgi Eyvindarson (n. 846), el primer hombre que fundó un asentamiento en la bahía de Eyjafjordur, Islandia.
- Thurid (n. 847), casó con Thorstein el Rojo; uno de los hijos fruto de esa unión, Olaf Feilan llegó a ser un prominente goði en Islandia durante el periodo de la colonización noruega.[9][10][11][12]
- Björg (n. 848), que casaría con Úlfur skjálgi Högnason; de esta relación nace la estirpe del clan familiar de los Reyknesingar.[13]
- Snæbjörn Eyvindsson (n. 849)
- Thorhild (n. 852)